# 何塞·马里亚·鲁达
何塞·马里亚·鲁达，阿根廷外交官以及法学家。1988年至1991年间担任国际法院院长。

## 生平
何塞·马里亚·鲁达1924年生于布宜诺斯艾利斯，1949年毕业于布宜诺斯艾利斯大学法学院，并在1955年在纽约大学获得硕士学位。
1956年曾担任萨尔塔省政府、司法和教育部长，并在1960年至1961年期间担任外交部办公室主任。他还曾在荷兰海牙的国际法学院担任教授，并在墨西哥学院担任客座教授。

### 第二〇六五号决议

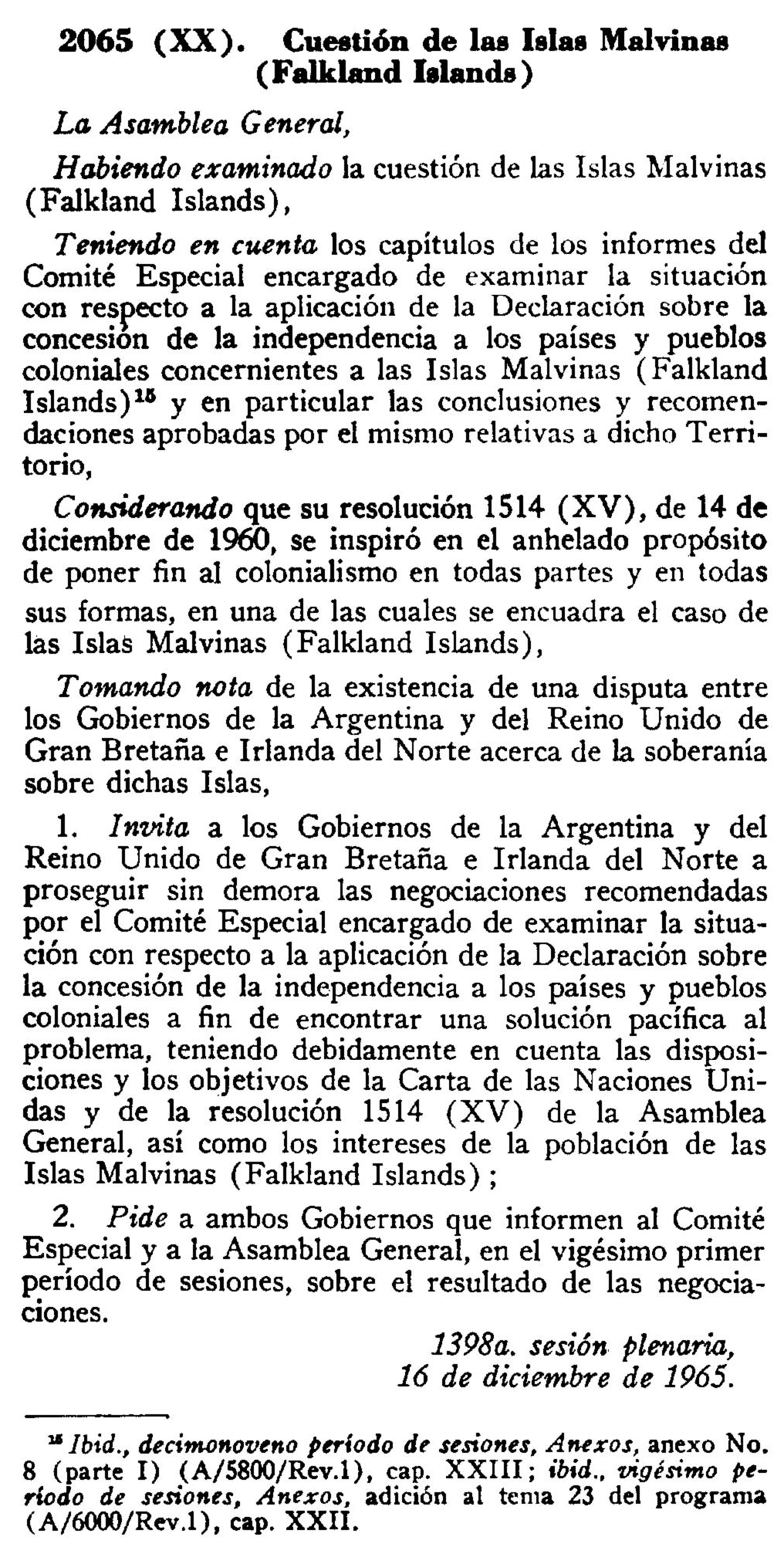
第2065号决议原文

1964至1965年间，鲁达在推动联合国大会第2065号决议通过起到了领导作用，该决议于当年12月16日获得批准，是马尔维纳斯群岛问题首个决议。1964年，阿图罗·翁贝托·伊利亚总统政府着手通过非殖民化过程以及联合国方面的压力，迫使英国首次坐到谈判桌前，推翻英国运用自决权来保留现状的主张。
非殖民化特别委员会同年七月的届会，双方代表获得无投票权发言机会。阿根廷代表团7月9日由外交部法律顾问何塞·马里亚·鲁达发言，而英方由塞西尔·金（Cecil King）代表发言。
鲁达运用历史和法律论据详细介绍了该群岛的历史及其殖民状况，并主张阿根廷的领土完整，目的是说服支持阿根廷的诉求。
双方争论激烈，委员会多数成员、拉丁美洲（特别是乌拉圭和委内瑞拉）支持阿根廷的立场。最终第三小组起草相关报告，其辩论结论与英国期望相左：
- 群岛存在主权争端。
- 第1514号决议适用于马尔维纳斯群岛领土（而非人民）
- 建议特别委员会邀请双方谈判，并考虑岛民利益（而非意愿）[5][6][7]

随后在马尔维纳斯群岛主权转移谈判中协助外交部长尼卡诺尔·科斯塔·门德斯，是1968年与英国签署的谅解备忘录支持者。

### 外交生涯和国际法院
1966年至1970年间，担任阿根廷驻联合国代表。并在1964年至1972年担任国际法委员会委员，在1968年担任委员会主席。
担任驻联合国大使期间，发生了六日战争。当时阿根廷是联合国安全理事会成员，鲁达与巴西代表小若泽·塞特·卡马拉共同成功促进停火。鲁达提出两点意见。首先，以色列应该撤回到战前占领的领土，埃及应该结束交战状态。另一方面，要求适用日内瓦第四公约来对待被占领土上的平民。第二点体现在安理会以阿根廷—巴西方案起草的决议中。
随后，他跟随西方国家不谴责以色列，反对苏联的立场。在给外交部长科斯塔·门德斯信函中补充称，他的行为“没有获得（不属于我们的）第三世界中发挥重要作用的阿拉伯国家的敌意”。1967年7月，第五届紧急特别会议召开，鲁达、塞特·卡马拉和墨西哥代表弗朗西斯科·奎瓦斯·坎西诺在大會提出一项决议草案，反对武力夺取领土，并呼吁以色列撤军。草案未获通过。
1967年11月，安全理事会开会讨论这一情况。鲁达和塞特·卡马拉重新提出了拟议草案。英国代表休·富特对其进行了修正，从而形成了第242号决议。
1968年7月，鲁达在《不扩散核武器条约》的第2373号决议中投弃权票。鲁达以非武装国家裁军为论点，反对第四条，解释称该条约形成的现状只对非“有核国家”集团的国家不利。对于第五条，阿根廷认为这是一种，由于美国和苏联不愿建立有效的军备监管体系而形成的“未来的期望，与条约所涉及的普遍禁止相比不平衡”。从根本上说，阿根廷政府认为该条约“限制了核能研究的自由发展”，而阿根廷已经在这一领域进行了研究，担心会因其正在进行的项目而遭受法律制裁。
1970年至1973年间担任外交部副秘书。1973年当选为国际法院法官，1988年至1991年担任国际法院院长。
1970年11月，与外交部法律顾问胡利奥·巴尔沃萨一同前往伦敦，对1971年阿根廷与智利为解决比格尔海峡争端的仲裁方案最终文本进行谈判。
1972年，美国承认中华人民共和国后，在独裁者亚历杭德罗·阿古斯汀·拉努塞总统反对下，时任外交部长路易斯·马里亚·德巴勃罗·帕尔多向阿根廷政府提议展开行动。此前，阿根廷长期与台湾的中华民国保持外交关系。最终决定在罗马尼亚与毛泽东政府进行谈判。鲁达被派往罗马尼亚，后前往北京，与中国当局会面。1972年2月16日，鲁达和中华人民共和国驻罗马尼亚大使张海峰签署一份联合公报，宣布两国关系正常化。阿根廷政府承认中华人民共和国政府是中国的唯一合法政府，而中华人民共和国则承认阿根廷对“邻接其海岸的二百海里范围以内的海域的管辖权”，其中包括马尔维纳斯群岛。中华民国驻阿根廷大使在建交后几月撤走。
1991年，鲁达在国际法院审理“卡塔尔与巴林间海洋划界和领土问题”一案中担任卡塔尔的专案法官，直至去世并由西班牙法学家圣地亚哥·托雷斯·贝纳德斯取代。

## 纪念和表彰
1998年，获Konex白金奖。印度旁遮普大学授予荣誉博士学位。
2014年，阿根廷外交部发布他在联合国关于马尔维纳斯群岛的辩论稿，以便在阿根廷各个大使馆之间传播。
2016年，火地、南极和南大西洋诸岛省首府乌斯怀亚一条路以他的名字命名。

## 著作
- Ruda, José María. . 布宜诺斯艾利斯: Tipográfica Editora Argentina. 1976. OCLC 5500010.
- Ruda, José María. . Universidad de Granada. 1990. ISBN 978-843-38122-0 请检查|isbn=值 (帮助). OCLC 38392202.
- Ruda, José María. . 布宜诺斯艾利斯: Tipográfica Editora Argentina. 1994. ISBN 978-950-521056-5. OCLC 12941166.